# Челик (община Гниляне)
Челик (на сръбски: Челик; на албански: Çelik) е село в Косово, разположено в община Гниляне, окръг Гниляне. Населението му според преброяването през 2011 г. е 87 души, от тях: 87 (100 %) албанци.

## Население
Численост на населението според преброяванията през годините:
- 1948 – 252 души
- 1953 – 248 души
- 1961 – 227 души
- 1971 – 187 души
- 1981 – 135 души
- 1991 – 109 души
- 2011 – 87 души